# Lady Lilith
Lady Lilith è un dipinto a olio su tela (96.5×85.1 cm) di Dante Gabriel Rossetti realizzato tra il 1866 e il 1868 e poi rimaneggiato tra il 1872 e il 1873.

## Storia
Lady Lilith venne commissionato a Rossetti da Frederick Richards Leyland agli inizi del 1866. In una lettera di Rossetti al committente del 9 aprile dello stesso anno, egli scrisse che il dipinto a cui stava lavorando «rappresenta una signora che si pettina i capelli. È della stessa dimensione di Palmifera - ovvero 36 x 31 pollici, e sarà ricca di materiale, - si può vedere un paesaggio sullo sfondo. Il colore dell'opera è prevalentemente bianco e argento; vi è una grande massa di capelli dorati.» La modella usata nell'opera fu Fanny Cornforth.
Lady Lilith venne terminato nel 1869 e costò 472 sterline e 10 scellini. L'opera venne poi restituita a Rossetti che, su richiesta del committente, tra il 1872 e il 1873, apportò dei rimaneggiamenti, il più rilevante dei quali fu la sostituzione del volto di Cornforth con quello di Alexa Wilding.
Nel 1892 l'opera venne acquistata dall'industriale statunitense Samuel Bancroft. Dal 1935 è conservata nel Delaware Art Museum di Wilmington.

## Stile e tecnica
In Lady Lilith l'omonimo personaggio mitologico è rappresentato come una giovane e avvenente donna dai lunghi capelli biondi e un abito bianco e ampio. La figura è colta nell'atto di contemplare la sua bellezza davanti a uno specchietto che regge con la mano sinistra, mentre con l'altra si pettina i capelli. Lilith è seduta su una sedia rossa all'interno di un ambiente chiuso; sullo sfondo a sinistra vi sono un mobile con un candelabro sovrastato da una finestra che si affaccia su un gruppo di alberi. L'intera composizione è decorata da delle rose.
Stando a un documento dell'artista del 1870, egli volle realizzare una Lilith in chiave moderna e che fosse ben diversa da quella demoniaca propria dell'iconografia tradizionale. Lady Lilith rappresenta un archetipo della femme fatale, aspetto sottolineato dalla presenza delle rose, che incarnano contemporaneamente la passione e la morte.

## Copie

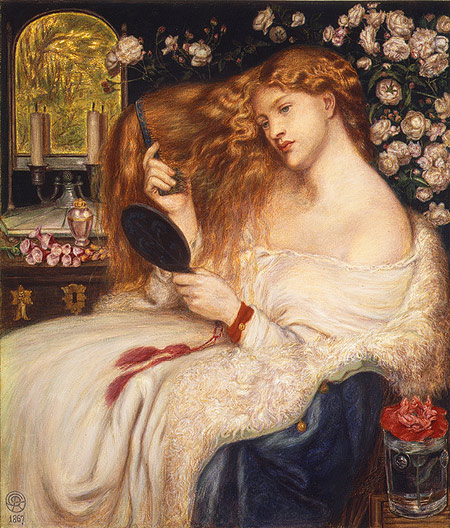
La replica di Lady Lilith in acquerello conservata al Metropolitan Museum of Art di New York

Nel 1866 Rossetti realizzò, adottando la sanguigna, uno studio preparatorio di Lady Lilith che è conservato al Museo d'arte di Tel Aviv.
Nel 1867 Rossetti creò una replica di Lady Lilith, realizzata con la tecnica dell'acquerello, oggi esposta al Metropolitan Museum of Art di New York. Sulla sua cornice il pittore vi riportò un verso tratto dal Faust di Goethe tradotto in inglese da Percy Bysshe Shelley.